# Antonio Álvarez Gil
Antonio Álvarez Gil es un escritor cubano-sueco nacido en Melena del Sur (provincia de Mayabeque), el 12 de febrero de 1947. Reside en Estocolmo (Suecia) desde 1994. Ha publicado cuentos y artículos en España, Italia, Suecia, Estados Unidos e Hispanoamérica. Es miembro de la Asociación de Escritores de Suecia.

## Biografía
Graduado de ingeniería química en una universidad de Moscú, abandonó pronto su carrera para dedicarse a la traducción, la cinematografía educativa, el periodismo y, finalmente, la creación literaria. 
En 1983 ganó en su país el Premio David de Cuento, certamen organizado por la Unión de Escritores de Cuba para distinguir al mejor cuaderno de un escritor novel. A continuación publicó otros libros de relatos, hasta que en 1993 resultó finalista del Premio Casa de las Américas con una novela que recrea la estancia de José Martí en Guatemala y su idilio amoroso con María García Granados (la Niña de Guatemala del poema homónimo). 
Entre 1986 y 1990, Álvarez Gil trabajó en Moscú como experto en una organización internacional, circunstancia que le permitió recorrer y conocer los países de Europa del Este y ampliar el horizonte de su universo creativo. En 1994 deja Cuba y se radica en Suecia, donde reside desde entonces. 
Desde finales de la década de 1990 publica su obra en España e Hispanoamérica, sitios en los que sus novelas y libros de relatos han merecido varios premios literarios. En la actualidad colabora con diversos medios de prensa cubanos establecidos fuera de la Isla. Artículos y relatos suyos aparecen publicados regularmente en varios países de Europa y América. Su obra cuentística está representada en varias antologías. 
Con su novela Perdido en Buenos Aires, se hace acreedor del Premio Vargas Llosa de Literatura, organizado por la Universidad de Murcia y Caja de Ahorros del Mediterráneo en su edición decimocuarta.

## Obras publicadas y galardones
- Una muchacha en el andén (Ediciones Unión, La Habana, 1986)
- Unos y otros (Ediciones Unión, La Habana, 1990)
- Del tiempo y las cosas (Ediciones Unión, La Habana, 1993)
- Cuentos desde La Habana (Editorial Aguaclara, Alicante, 1996)
- Fin del capítulo ruso (Ediciones Vintén, Montevideo, 1998)
- Las largas horas de la noche (Editorial Universidad de San José, Costa Rica, 2000; Editorial Plaza Mayor, Puerto Rico, 2003)
- Cuentos de Fútbol 2 (Mondadori, Milán, 2002)
- Naufragios (Algaida Editores, Sevilla, 2002)
- Delirio nórdico (Algaida Editores, Sevilla, 2004)
- Nunca es tarde (Fundación José Manuel Lara, Sevilla, 2005)
- La otra Cuba (Centro Cultural de la Generación del 27, Málaga, 2005)
- Concierto para una violinista muerta (Ediciones Kutxa, San Sebastián, 207)
- Después de Cuba (Ediciones Baile del Sol, Tenerife, 2009)^
- Perdido en Buenos aires (Editum, Murcia 2010)
- Callejones de Arbat (Terranova editores, Puerto Rico 2012)
- Annika desnuda (Verbum, Madrid 2015)
- A las puertas de Europa (Huso, Madrid 2018)

## Premios
- Premio David de la UNEAC (1986)
- V Premio de Novela Ciudad de Badajoz (2002)
- LI Premio de Novela del Ateneo Ciudad de Valladolid (2004)
- I Premio Internacional de Narrativa Corta Generación del 27 (2005)
- XXXVIII Premio Literario Kutxa Ciudad de Irún (2007)
- XIV Premio Vargas Llosa de Literatura (2009)